# Северная Болгария
Северная Болгария — часть территории Республики Болгария, расположенная к северу от главного хребта Стара-Планина, который условно делит страну на северную и южную части. В естественно-географическом отношении рельеф Северной Болгарии относительно однородный, большей частью равнинный и холмистый. Здесь сосредоточено 36 % населения Болгарии. Крупнейшие города Северной Болгарии — Варна, Русе, Плевен, Добрич и Шумен. В административном отношении выделяются следующие области:
- Варна
- Велико Тырново
- Видин
- Враца
- Габрово
- Добрич
- Ловеч
- Монтана
- Плевен
- Разград
- Русе
- Силистра
- Тырговиште
- Шумно

Площадь Северной Болгарии составляет 48 495,1 км2, а население на 2011 год — 2 674 347 человек (55,15 чел/км2).
В историческом плане сегодняшняя Северная Болгария вместе с остальной частью Северной Добруджи в Румынии после 1918 года является частью исторической области Мёзия, и одной из трёх — наряду с Фракией и Македонией — историко-географических областей, в которых первоначально в IX — X веках, а позднее в XIX веке образовалась болгарская нация.